# Yukio Tani
Yukio Tani (谷 幸雄 Tani Yukio?) (1881 - 24 de enero de 1950) fue un artista marcial japonés. Es conocido por su papel en la expansión en del jujutsu y el judo en Europa, especialmente en Reino Unido.

## Carrera
Tani comenzó a practicar artes marciales por influencia de su padre Torao y su abuelo, que habían sido ambos maestros de jiu-jitsu de estilo Tenjin Shinyō-ryū. El joven Yukio aprendió en la escuela Fusen-ryū bajo el famoso Mataemon Tanabe y su hermano Torajiro, amigos de su familia, así como en el dojo de Osaka del maestro Yataro Handa. En 1900, Yukio y su hermano Kaneo, acompañados por otro aprendiz de Handa llamado Seizo Yamamoto, fueron invitados a Londres por Edward Barton-Wright como parte de su nueva arte marcial, bartitsu. Aunque sus dos compañeros volvieron a Japón tras un año, siendo sustituidos por Sadakazu Uyenishi, Yukio se quedaría en Inglaterra el resto de su vida, convirtiéndose en luchador profesional bajo el patrocinio de William Bankier tras desvincularse de Barton en 1903. Bankier había conocido a Tani en la escuela de Barton, y vio en él y en sus tremendas habilidades un gran potencial como desafío en los music halls y salas de espectáculo.
Yukio se convirtió así en toda una sensación, dando demostraciones de su arte y lanzando el desafío de otorgar un premio monetario a cualquier miembro de la audiencia que fuera capaz de derrotarle en una contienda de lucha libre; el pequeño japonés derrotaba y sometía a todos sus oponentes, la mayoría de ellos hombres mucho más grandes y fuertes que él. A su favor contaba el hecho de que las normas exigían que los voluntarios vistiesen una chaqueta de gi especialmente confeccionada, así como que los europeos no estaban familiarizados con las sumisiones y llaves del jiu-jitsu, y eran por tanto presas fáciles. Se dice que llegó a someter a 33 hombres en una sola noche, entre ellos algún campeón de lucha libre, y que sólo perdió un desafío en su carrera, siendo ante otro japonés, Taro Miyake. Miyake y Tani redactaron en 1904 un manual de jiu-jitsu, y abrieron la primera escuela de este arte en Londres, que estuvo activa durante dos años y tuvo entre sus aprendices a la actriz Marie Studholme.
Tani también fue famoso por su enfrentamiento mediático con el campeón de lucha libre y pionero de la cultura física Georg Hackenschmidt. El japonés lanzó un reto contra él, pero no obtuvo respuesta. Tani y Bankier decidieron adoptar medidas drásticas a fin de atraer su atención y la de los promotores, y llegaron a saltar al escenario justo después del combate entre Hackenschmidt y Antonio Pierri en noviembre de 1903 para retar al campeón en su propia cara. Hackenschmidt, sabiéndose profano a las técnicas orientales, propuso que el combate tuviera lugar utilizando sus propias reglas, es decir, sin chaquetas y con un reglamento de lucha grecorromana, pero no se llegó a un acuerdo con esto. Seis años después, en su libro The Complete Science of Wrestling, Hackenschmidt recomendaría a todos los luchadores de su época aprender jiu-jitsu. Tani también retó al hindú Great Gama en su visita a Londres en 1910, pero tampoco recibió ninguna respuesta.
En 1918, Tani se unió a la segunda escuela de artes marciales japonesas de Londres, Budokwai, creada por su compatriota Gunji Koizumi. Dos años después, en una visita del fundador del judo Jigoro Kano, Yukio recibió un cinturón negro 3º dan en esta disciplina. Yukio sufrió un infarto en 1937 que le dejó incapaz de seguir enseñando activamente, pero permaneció como asesor en la escuela hasta su muerte en 1950.